# کمپ تاجی
کمپ تاجی (به انگلیسی: Camp Taji) یک پایگاه نظامی است که توسط نیروهای ائتلاف استفاده می‌شد و در نزدیکی منطقه التاجی، عراق واقع شده‌است. کمپ در منطقه‌ای غیرشهری و در حدود ۳۰ کیلومتری شمال عراق در استان بغداد واقع شده‌است. ستاد فرماندهی و پادگان لشکر ۹ زرهی عراق در کمپ تاجی قرار دارد.

## نگارخانه

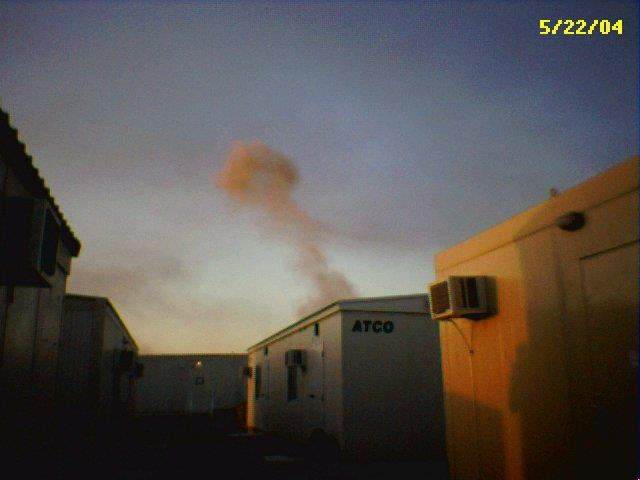
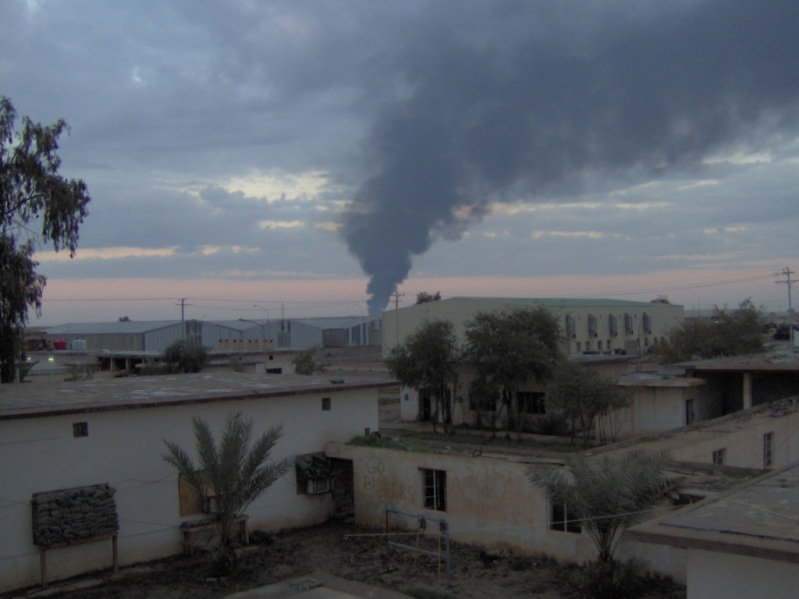